# Kostel svatého Václava (Troskotovice)
Kostel svatého Václava je římskokatolický chrám v městysu Troskotovice v okrese Brno-venkov. Je chráněn jako kulturní památka České republiky.
V Troskotovicích stál kostel již ve středověku. Roku 1260 daroval patronátní právo nad místním chrámem Ekhard z Miroslavi oslavanskému klášteru a jeho abatyši. Současný kostel pochází z let 1840-1841 a je postaven v pozdně empírovém slohu.
Je farním kostelem troskotovické farnosti.